# Abdullah Paixà Köprülüzade
Abd Allah Paşa Köprülüzade (mort el 18 o 19 de juny de 1735) fou un militar i home d'estat otomà fill del gran visir Köprülü Fazıl Mustafa Paşa.
El 23 de gener de 1700 es va casar amb la filla de Fay Allah el xaikh al-Islam i el 22 de gener de 1701 fou nomenat visir. Després fou nomenat comandant militar de Constantinoble (Istanbul qāʾim-maqāmı).
Durant la revolta del 22 d'agost de 1703 anomenada Edirne vaqʿası Abd Allah va limitar la persecució contra Fayz Allah el seu sogre, i la seva família.
En els anys següents va ocupar els governs de la Canea, Quios, Sivas i el 1723 fou nomenat valí de Van i seraskar (comandant en cap) per la campanya contra els perses a l'Azerbaidjan amb objectiu a Tabriz. Aquesta campanya es va fer el 1724 i va portar a la conquesta de Khoy i Showrs, però el setge de Tabriz que va durar 29 dies, no va aconseguir res; després de passar l'hivern a diversos camps militars a l'Azerbaidjan, va conduir els 70.000 soldats del seu exèrcit a un segon intent el 1725; va ocupar Zonuz i Marand, i va tornar a assetjar Tabriz, els defensors de la qual es van rendir el 3 d'agost de 1725.
El 1726 li fou concedit el govern de Rakka a Síria, que havia demanat i va renunciar al seu rang de seraskar (1727). Després fou governador de Càndia o Creta, Egipte, Negrepont i Karaman i fou nomenat altre cop seraskar per una nova campanya contra Pèrsia (1735).
Aquesta campanya fou desafortunada. Un exèrcit relativament petit dirigit per Nàdir-Xah Afxar el va enfrontar al riu Arpačāy a Armènia, prop de Bagavard i els otomans van patir una completa derrota; Abd Allah va morir en la batalla.